# Ronde van Frankrijk 2019/Zevende etappe
De zevende etappe van de Ronde van Frankrijk 2019 werd verreden op 12 juli tussen Belfort en Chalon-sur-Saône. Deze etappe kon worden gezien als een sprintersetappe. De kopgroep had geen schijn van kans en het draaide uiteindelijk, zoals verwacht, uit op een massasprint. Dylan Groenewegen won de sprint van Caleb Ewan en Peter Sagan.
| Belfort – Chalon-sur-Saône (230 km) |                    |                       |          |
| Plaats                              | Naam               | Ploeg                 | Tijd     |
| 1                                   | Dylan Groenewegen  | Team Jumbo-Visma      | 6u02'44" |
| 2                                   | Caleb Ewan         | Lotto Soudal          | z.t.     |
| 3                                   | Peter Sagan        | BORA-hansgrohe        | z.t.     |
| 4                                   | Sonny Colbrelli    | Bahrain-Merida        | z.t.     |
| 5                                   | Jasper Philipsen   | UAE Team Emirates     | z.t.     |
| 6                                   | Elia Viviani       | Deceuninck–Quick-Step | z.t.     |
| 7                                   | Giacomo Nizzolo    | Team Dimension Data   | z.t.     |
| 8                                   | Jasper Stuyven     | Trek-Segafredo        | z.t.     |
| 9                                   | Michael Matthews   | Team Sunweb           | z.t.     |
| 10                                  | Alexander Kristoff | UAE Team Emirates     | z.t.     |

| Algemeen klassement |                    |                       |           |
| Plaats              | Naam               | Ploeg                 | Tijd      |
| 1                   | Giulio Ciccone     | Trek-Segafredo        | 29u17'39" |
| 2                   | Julian Alaphilippe | Deceuninck–Quick-Step | + 6"      |
| 3                   | Dylan Teuns        | Bahrain-Merida        | + 32"     |
| 4                   | George Bennett     | Team Jumbo-Visma      | + 47"     |
| 5                   | Geraint Thomas     | Team INEOS            | + 49"     |
| 6                   | Egan Bernal        | Team INEOS            | + 53"     |
| 7                   | Thibaut Pinot      | Groupama-FDJ          | + 58"     |
| 8                   | Steven Kruijswijk  | Team Jumbo-Visma      | + 1'04"   |
| 9                   | Michael Woods      | EF Education First    | + 1'13"   |
| 10                  | Rigoberto Urán     | EF Education First    | + 1'15"   |

1e etappe ·
2e etappe ·
3e etappe ·
4e etappe ·
5e etappe ·
6e etappe ·
7e etappe ·
8e etappe ·
9e etappe ·
10e etappe ·
11e etappe ·
12e etappe ·
13e etappe ·
14e etappe ·
15e etappe ·
16e etappe ·
17e etappe ·
18e etappe ·
19e etappe ·
20e etappe ·
21e etappe
Startlijst · Eindstanden · Afbeeldingen